# Гута-Стеблівська
Гута-Стеблівська — село в Україні, у Звенигородському районі Черкаської області, підпорядковане Стеблівській селищній громаді. Населення становить 59 осіб.